# Plaški
Plaški – wieś w Chorwacji, w żupanii karlowackiej, siedziba gminy Plaški. W 2011 roku liczyła 1281 mieszkańców.
Miejscowość jest położona na Plaškim polju, na pograniczu Gorskiego kotaru, Kordunu i Liki, na wysokości 385 m n.p.m., 25 km na południowy wschód od Ogulina.
Przebiega przez nią linia kolejowa z Zagrzebia do Splitu. Miejscowa gospodarka oparta jest na rolnictwie i przemyśle papierniczym.
W Plaškach urodził się pisarz Ulderiko Donadini.